# Ocean
För andra betydelser, se Ocean (olika betydelser).

Karta över världshaven. En sammanhängande yta av vatten täcker över hälften av jordens yta.

Ocean (från grekiskans Ωκεανός, Okeanós) eller världshav kallas ett stort sammanhängande havsområde som omsluts av flera kontinenter. Traditionellt talar man om tre världshav: Stilla havet, Atlanten och Indiska oceanen, men ibland kallas även Norra ishavet och Antarktiska oceanen för världshav.
Mer än hälften av detta område är över 3 000 meter djupt. Den genomsnittliga salthalten ligger på runt 3,5 procent, och nästan allt havsvatten har en salthalt på mellan 3 och 3,8 procent. Forskare uppskattar att 230 000 marina livsformer av alla de slag för närvarande är igenkända, men den siffran kan vara upp till tio gånger så stor.

## Antal världshav
Eftersom alla världshav hänger samman kan man dela in dem på olika sätt. Ibland talar man bara om "världshavet", och syftar då på det sammanhängande vattenområde som omger jordens kontinenter. Traditionellt delar man dock upp denna vattenmassa i tre världshav, avgränsade från varandra av kontinenterna:
- Stilla havet
- Atlanten
- Indiska oceanen

Naturgeografiskt kan man räkna med fyra världshav om Norra ishavet (som avgränsas från Atlanten framför allt av Grönland och Kanadas arktiska övärld) räknas. Ibland betraktas detta som ett randhav till Atlanten, ibland som ett eget världshav.
Ibland inkluderas även den s.k.Antarktiska oceanen (de delar av världshavet som ligger närmast Antarktis), vilket då resulterar i fem världshav.
Historiskt har man ibland talat om "de sju haven", ett begrepp som har sitt ursprung i Mesopotamien för fyra tusen år sedan och som fortsatte att användas under grekiska och romerska antiken samt i medeltida och arabisk litteratur. Det uttrycket syftade på haven inom och kring Medelhavet och Mellanöstern.

## Fysiska egenskaper
Oceanernas yta är 361 miljoner kvadratkilometer och de har en volym på ungefär 1,3 miljarder kubikkilometer. Man kan tänka sig vattnets volym som en kub med kantlängden 1 111 kilometer fylld med vatten. Det genomsnittliga djupet är 3 790 meter, och dess största djup är 10 923 meter. Nästan hälften av världens marina vatten är över 3 000 meter djupa. Den del av oceanerna som är djupare än 200 meter täcker omkring 66 procent av jordens yta. Detta gäller inte hav som inte är kopplade till oceanerna, som Kaspiska havet. Hydrosfärens totala massa är omkring 1 400 000 000 000 000 000 ton eller 1,4×1021 kg, vilket utgör ungefär 0,023 procent av jordens totala massa. Mindre än tre procent är sötvatten; resten är saltvatten, mestadels i oceanerna.
De djupa oceanernas (alla under 200 m) vidder täcker omkring 66 procent av Jordens yta. Detta inkluderar inte hav som inte har någon förbindelse till oceanerna, exempelvis Kaspiska havet. Mindre än 3 procent är sötvatten; resten är saltvatten, främst i oceanerna.
Att oceanerna ser blå ut har framförallt två orsaker, som bidrar i olika mån beroende på omständigheterna. Den ena faktorn är reflekterat himmelsljus från en blå himmel. Den andra faktorn är vattnets egen färg, som är svagt blå. En liten mängd vatten ser färglös ut, men tittar man genom många meter vatten syns den blå färgen. Den blå färgen hos vattnet beror på att rött ljus absorberas av vibrationer i vattenmolekylerna, till skillnad från de flesta andra färger vi ser som beror ljusets växelverkan med elektroners excitation. Sjömän har rapporterat att havet ofta avger ett synligt ljus, som utvidgar sig flera kilometer på kvällen. Forskare kunde 2005 meddela att de för första gången hade fått fotografiskt bevis för ljuset. Det kan orsakas av bioluminiscens hos plankton.

### Färg
En vanlig missuppfattning är att oceanerna är blåa på grund av att himlen är blå. I själva verket har vatten en mycket svag blå färg som endast kan ses i stora volymer. Medan himlens reflektion som bidrar till det blåa utseendet av ytan, inte är den främsta orsaken. Den främsta orsaken är vattenmolekylernas absorberande av röda fotoner från ljuset. Det är det enda kända exemplet på att färg i naturen resulterar från vibrationell, snarare än elektronisk, dynamik.

### Sken
Ett antal seglare och professionella sjömän har rapporterat att havet ofta avger ett synligt sken eller luminiscens, vilket sträcker sig mil på natten. 2005 meddelade forskare att de för första gången har ett fotografiskt bevis på detta sken. Det kan bero på mareld.

## Utforskning

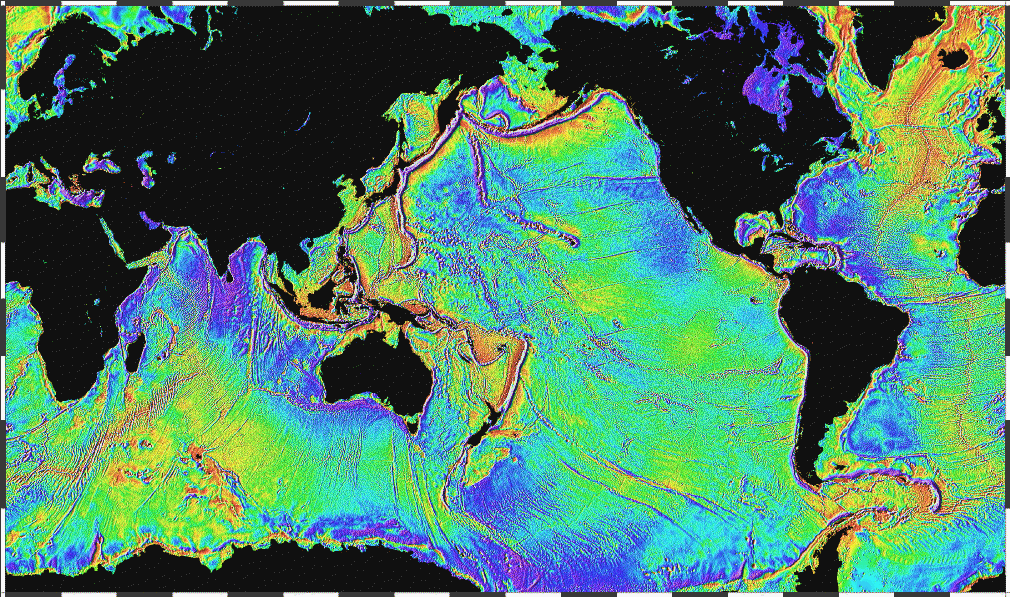
Karta över havsbottnens topografi. (1995, NOAA)

Båtresor på oceanernas botten går tillbaka till förhistorisk tid, men endast i modern tid har omfattande undervattensresor möjliggjorts.
Den djupaste punkten i oceanerna är Marianergraven som ligger i Stilla havet nära Nordmarianerna. Den djupaste punkten i graven är 10 923 meter. Det undersöktes fullständigt 1951 av den brittiska marinens fartyg "Challenger II", vilket fick ge namn åt den djupaste delen av graven, "Challengerdjupet". 1960 nådde batyskafen Trieste botten av graven, bemannad med en besättning på två man.
Mycket av världens oceaners botten är outforskade och ej kartlagda. En global bild av många undervattenssärdrag större än 10 kilometer skapades 1995 baserad på gravitationskonstanta snedvridningar i närheten av havsytan.
En undersökning från maj 2025 visade att 0,001 procent av oceanernas djupa delar som ligger djupare än 200 meter blev observerade med människans ögon eller med kamera. Det motsvarar ungefär en tionde del av Belgiens landyta.

## Zoner i havet

De större regionerna i en ocean

Oceaner delas in i ett flertal zoner beroende på de fysiska och biologiska förhållandena i dessa områden. Till att börja med delas haven in efter ljusförhållanden:
- Fotiska zonen, från ytan ner till 200 meters djup, den zon där nedträngande solljus räcker för fotosyntes. Därför innehåller den fotiska zonen den största biologiska mångfalden i oceanen. Eftersom växter endast kan överleva med fotosyntes, finns alla växter (och växtplankton) i denna zon.
- Afotiska zonen, nedanför 200 meters djup. Ingen fotosyntes äger rum här, därför måste allt liv längre ned än detta antingen lita på material som flyter ned från ovan eller en annan huvudsaklig källa; detta kommer främst i form av hydrotermiska ventilationshål, varma källor på havsbotten.

Vidare delas oceanerna in efter om det är öppet vatten eller nära botten:
- Pelagiska zonen, öppet vatten, långt från både land och botten.
- Bentiska zonen, nära botten.

De två indelningarna, efter ljus och bottenkänning, kombineras sedan till ett stort antal zoner:
- Den pelagiska delen av den fotiska zonen kallas den epipelagiska zonen.
- Den pelagiska delen av den afotiska zonen kan delas in i vidare regioner, indelade efter djup.
  - Den mesopelagiska zonen är den översta afotiska regionen. Dess nedre gräns ligger vid ett termoklin på 12 grader celsius, vilket i tropikerna generellt ligger mellan 700 och 1 000 meter.
  - Den batypelagiska zonen är zonen där vattnet har en temperatur på mellan 10 och 4 grader Celsius. Detta motsvarar områdena från 700–1000 meter, till 2 000–4 000 meter.
  - Den abyssalpelagiska zonen, följer under den batypelagiska. Dess nedre gräns ligger vid omkring 6 000 meter.
  - Den sista zonen ligger i djuphavsgravarna, och kallas den hadalpelagiska zonen. Denna ligger mellan 6 000 och 10 000 meter och är den djupaste zonen.

Vidare finns motsvarande djupindelning av bentiska zoner:
- Den littorala zonen eller intertidala zonen är regionen mellan lågt och högt tidvatten och representerar övergångsområdet mellan marina och markbundna förhållanden.
- Den sublittorala zonen eller sockelzonen täcker kontinentalsockeln ner till 200 meters djup.
- Den batyala zonen täcker resten av kontinentalsockeln och kontinentalbranten ned till 4 000 meter.
- Den abyssala zonen täcker de stora djuphavsslätterna mellan 4 000 och 6 000 meter, som upptar större delen av havsbotten.
- Till sist motsvarar den hadala zonen den hadalpelagiska zonen vilken hittas i djuphavsgravarna.

Den pelagiska zonen kan även delas i två underregioner, den neritiska zonen och den oceaniska zonen. Den neritiska zonen omfattar vattenmassan direkt över kontinentalsocklarna, medan den oceaniska zonen inkluderar alla öppna vatten över djupt hav.

## Ekologi
Inhemska livsformer i oceanerna inkluderar:
- Radiata
- Fisk
- Valar (inkluderar även delfiner och tumlare)
- Bläckfiskar
- Kräftdjur
- Havsmaskar
- Plankton
- Tagghudingar